# Spoorlijn Kraľovany – Trstená
Spoorlijn Kraľovany – Trstená (lijn nummer 181) is een enkelsporige lijn in het uiterste noorden van Slowakije, die Kraľovany (op de noordelijke dwarslijn, lijn 180) verbindt met Trstená (nabij de Poolse grens). Op de regionale spoorkaart is lijn 181 gekenmerkt met het nummer 25.

## Geschiedenis

Netkaart van de Slowaakse Spoorwegen (ŽSR).

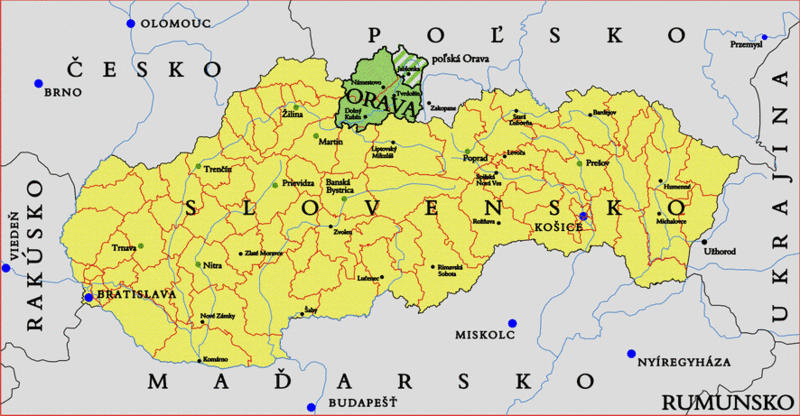
De regio Orava ligt in het noorden van Slowakije.

Een verbinding tussen de regio Orava (in het noorden van Slowakije) met spoorlijn 180 (Košice-Bohumín) werd al in de jaren 1880 overwogen. 
Het duurde nochtans tot het einde van de 19e eeuw vooraleer deze 70,4 km lange route naar de regio Orava door de smalle Orava-vallei in gebruik werd genomen.
De aanleg doorheen het moeilijke terrein vereiste vele sleuven en dijken, een tunnel met een lengte van 87 meter, en een 88 meter lange brug over de rivier Orava.
De secties werden in gebruik genomen als volgt:
- 4 december 1898: Kraľovany - Oravský Podzámok
- 18 juni 1899: Oravský Podzámok - Tvrdošín
- 21 december 1899: Tvrdošín - Suchá Hora
- 1904: Suchá Hora – Nowy Targ (Polen)

Aanvankelijk vormde lijn 181 via het grensstation Zwardoń in Polen een internationale verbinding met Nowy Targ (Polen). Op het einde van de Tweede Wereldoorlog werden de grenzen een aantal keren verlegd. Bijgevolg werd het verkeer naar Polen in de betwiste grensstreek onderbroken en het Slowaakse grensstation Suchá Hora werd het eindstation. Mettertijd, vanaf 1970, werd ook het verkeer op het Slowaakse baanvak Trstená - Sucha Hora opgeschort. 10 jaar later werd het spoor in het grensgebied opgebroken en zodoende werd de operationele lengte van de lijn 14 km ingekort. De lengte werd 56,45 km in de plaats van 70,4 km.
In de zomer van 2015 werd een fietspad aangelegd op de bedding van het verlaten spoortraject Trstená - Suchá Hora - Nowy Targ. Dit fietspad maakt gebruik van de bruggen van de voormalige spoorroute.
In 2024 is het station Trstená nog steeds het eindpunt van de lijn, alhoewel er stemmen opgaan om de spoorverbinding met Nowy Targ (Polen) te herstellen.

## Treindienst
Anno 2024 rijden er stoptreinen (Os) (Omnibus) van Kraľovany naar Trstená en omgekeerd.

## Stations (s) en haltes

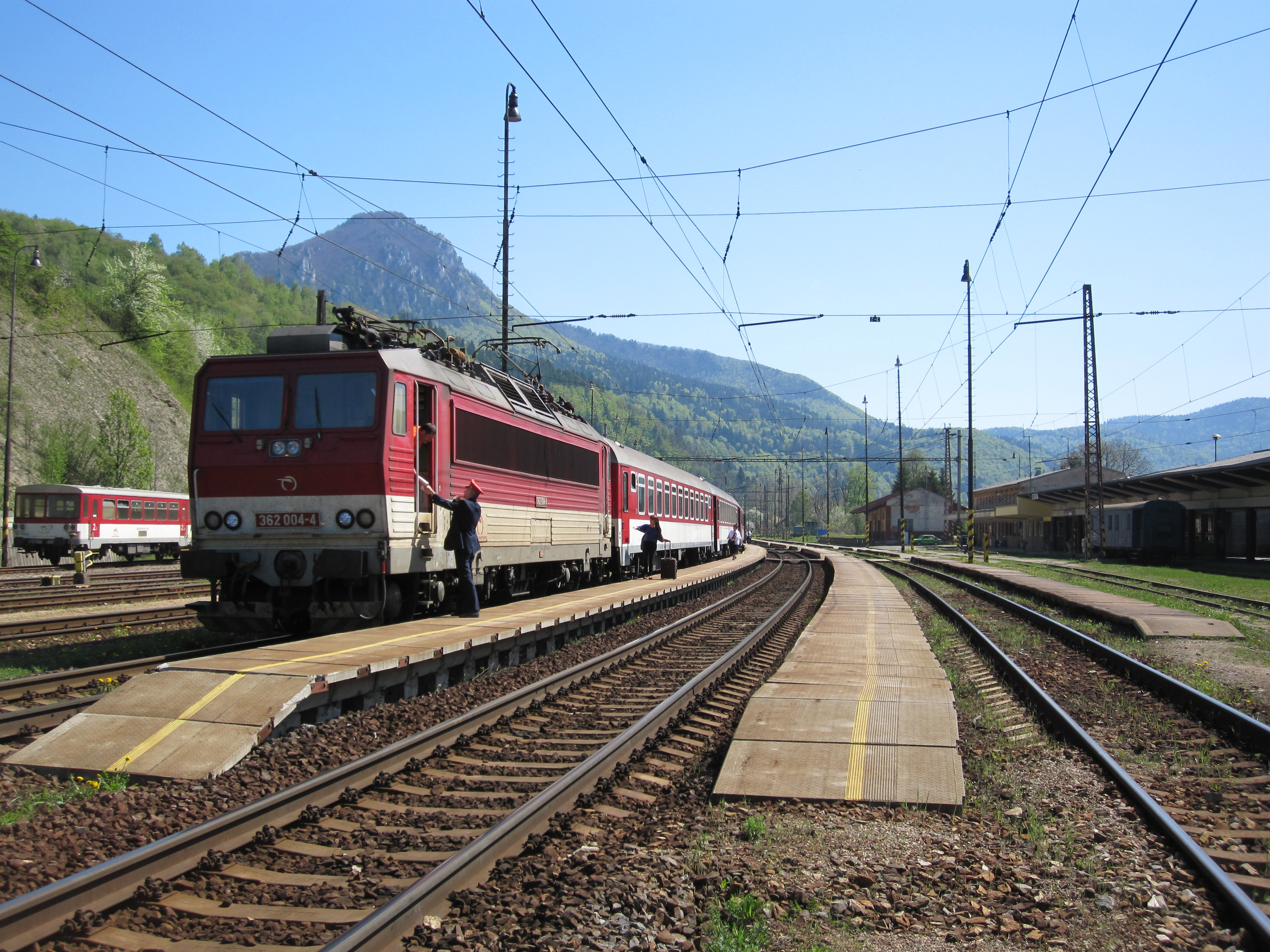
Reizigerstrein in het station Kraľovany

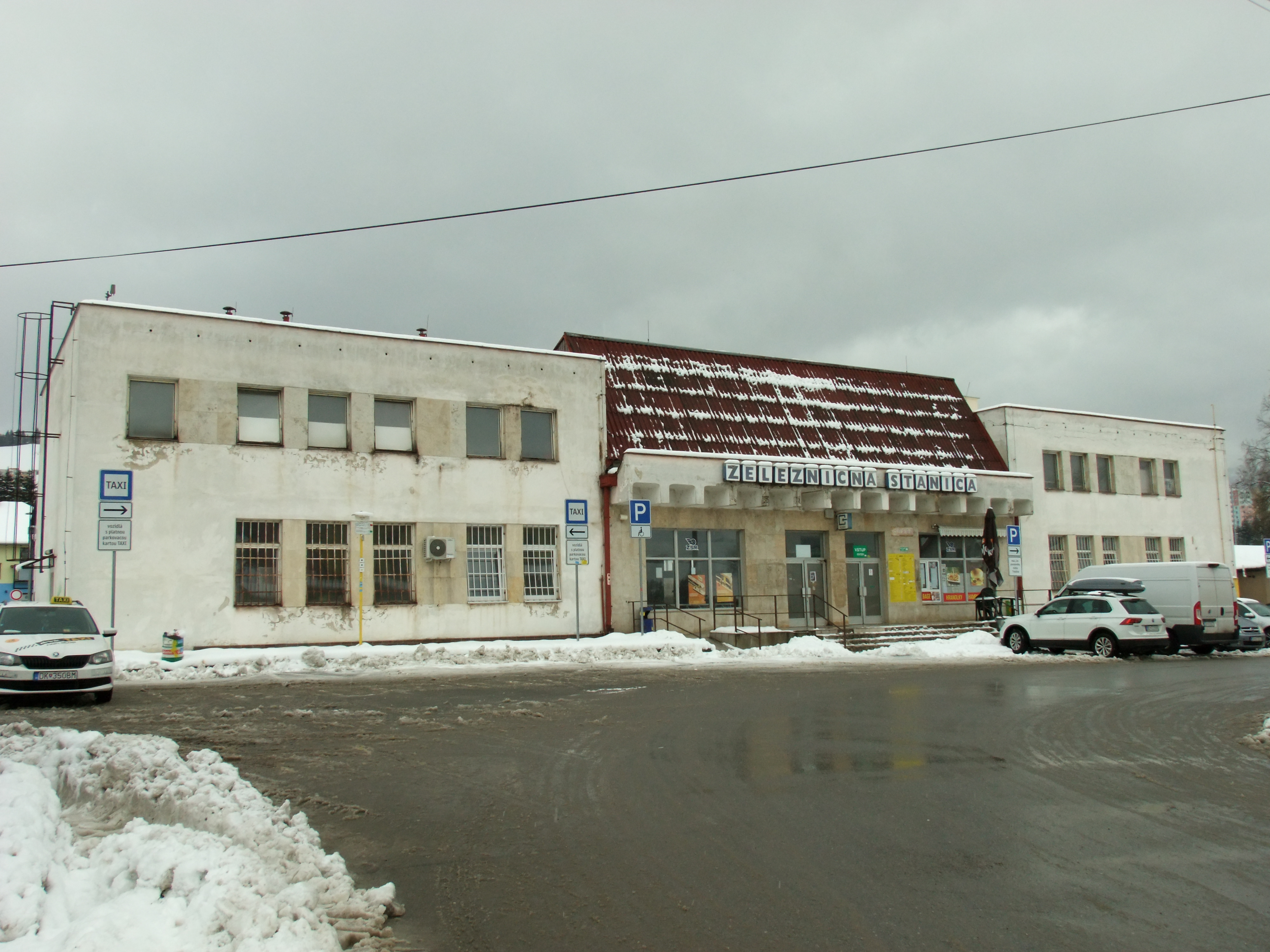
Het station Dolný Kubín tijdens de winter in februari 2023

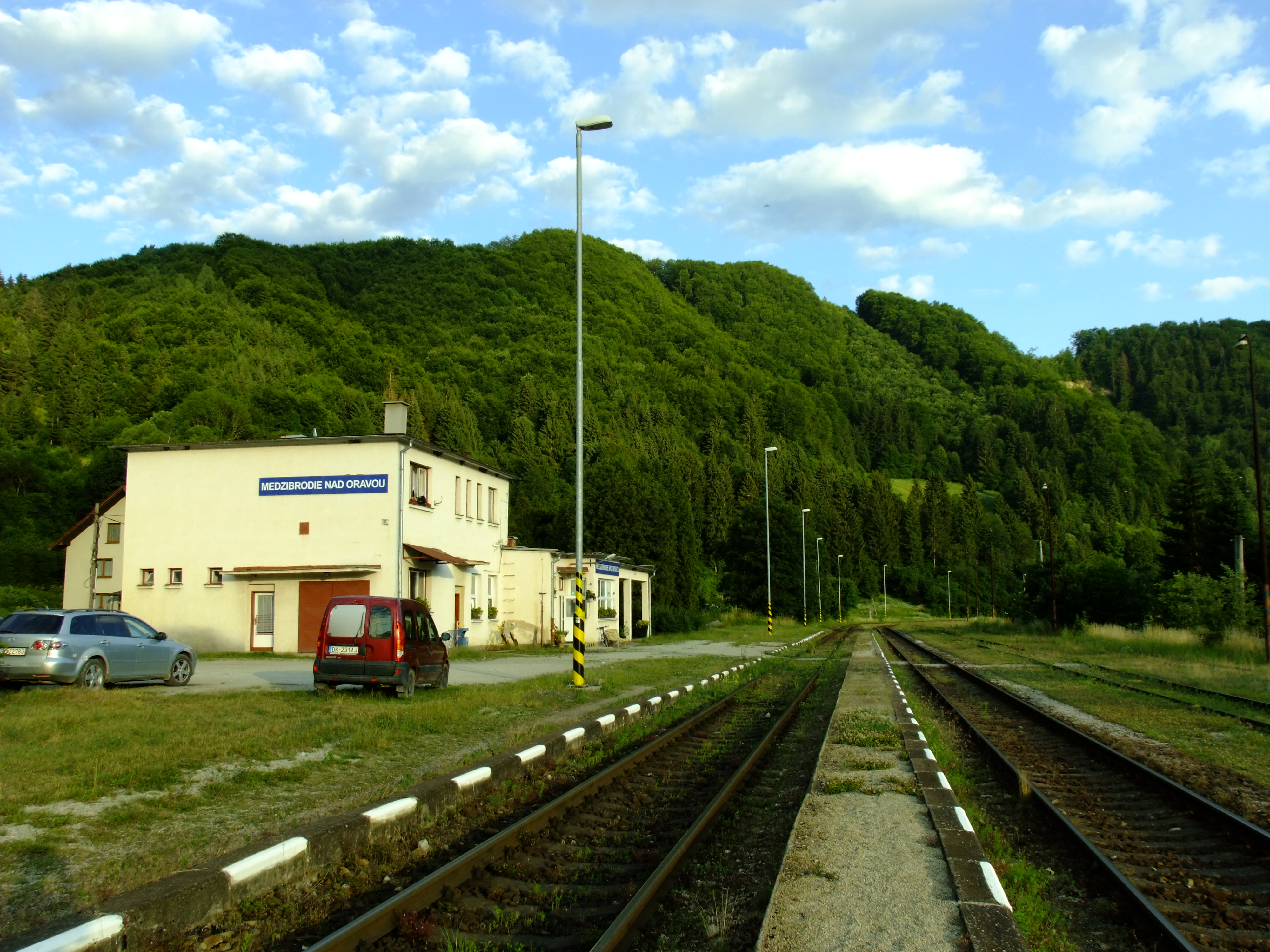
Het station Medzibrodie nad Oravou

| Afstands- punt | Station (s)/ halte                | Opmerkingen                               |
| -------------- | --------------------------------- | ----------------------------------------- |
| 0,102          | Kraľovany (s)                     | vertakking met lijn 180 (Žilina – Košice) |
|                |                                   | tunnel: Ovarský (96 m)                    |
| 4,175          | Kraľovany zastávka (halte)        |                                           |
|                |                                   | onderbrugging: rivier Zázrivka            |
| 8,434          | Párnica (s)                       |                                           |
| 11,086         | Istebné                           |                                           |
| 13,389         | Veličná                           |                                           |
| 15,672         | Dolný Kubín zastávka (halte)      |                                           |
|                |                                   | onderbrugging: rivier Orava               |
| 17,215         | Dolný Kubín (s)                   |                                           |
| 19,787         | Mokraď                            |                                           |
| 20,949         | Bziny                             |                                           |
| 23,547         | Medzibrodie nad Oravou (s)        |                                           |
| 27,491         | Oravský Podzámok (s)              |                                           |
| 28,732         | Oravský Podzámok zastávka (halte) |                                           |
| 30,760         | Horná Lehota                      |                                           |
|                |                                   | onderbrugging: rivier Orava               |
| 33,868         | Sedliacka Dubová                  |                                           |
| 35,255         | Dlhá nad Oravou                   |                                           |
| 39,246         | Krivá                             |                                           |
| 41,810         | Podbiel                           |                                           |
| 46,415         | Nižná (s)                         |                                           |
| 48,638         | Krásna Hôrka                      |                                           |
|                |                                   | onderbrugging: rivier Orava               |
| 51,188         | Tvrdošín (s)                      |                                           |
|                |                                   | onderbrugging: rivier Oravica             |
| 56,450         | Trstená (s)                       |                                           |